# Mont Pilat
Mont Pilat (deutsch "Pilatus-Berg") ist der Name eines Gebirgsstockes im französischen Département Loire am Ostrand des Zentralmassivs. Er befindet sich östlich von Saint-Étienne und wird im Nordwesten vom Gier und im Osten von der Rhone begrenzt. Er umfasst ca. 700 km², seine höchste Erhebung ist mit 1432 Metern der Crêt de la Perdrix.
Der Mont Pilat hat eine sehr artenreiche Flora, was vor allem darauf zurückzuführen ist, dass in seinem Westen das kontinentale Gebirgsklima der Zentralmassivs herrscht, während das Klima zum Rhonetal hin mediterranen Charakter bekommt.
Am Crêt de la Perdrix befinden sich die Reste eines der ältesten Schlepplifte Frankreichs (erbaut um 1929). Auf dem 1362 Meter hohen Crêt de l’Œillon steht ein Sendemast des französischen Fernsehens. Am Col de la République, über den seit 1832 die N82 den Mont Pilat erschließt, lebte in der Zeit der französischen Revolution eine christliche Sekte, die später gewaltsam aufgelöst wurde.
1974 wurde der Regionale Naturpark Pilat (französisch Parc naturel régional du Pilat) gegründet.

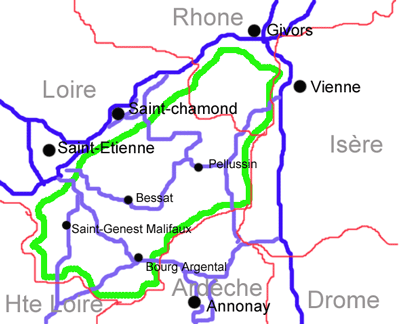
Lage des Mont Pilat auf einer Straßenkarte
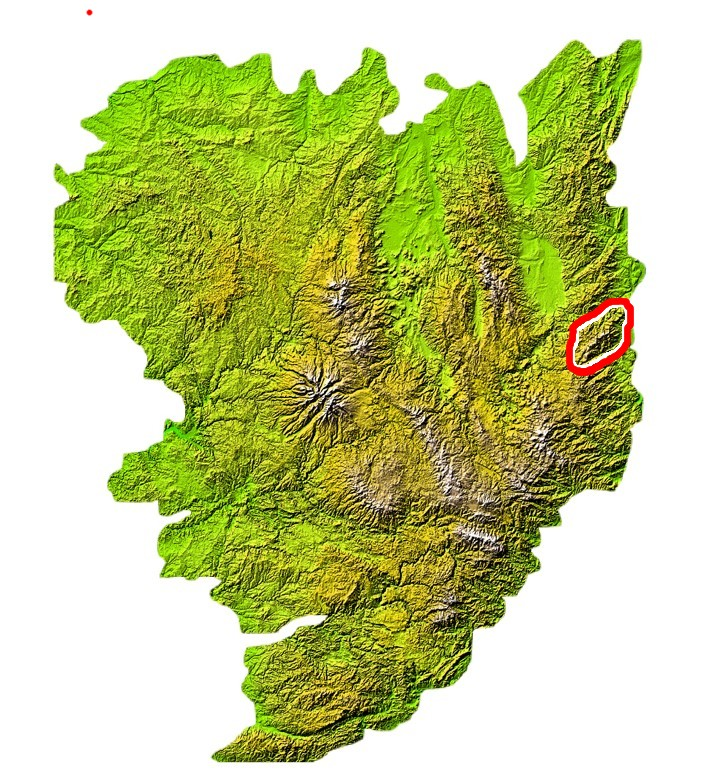
Lage des Mont Pilat innerhalb des Zentralmassivs